# Eugène Manet
Eugène Manet (21 de novembro de 1833 - 13 de abril de 1892) foi um pintor francês. Ele não alcançou a alta reputação de seu irmão mais velho Édouard Manet ou de sua esposa Berthe Morisot, e dedicou muito de seus esforços para apoiar a carreira de sua esposa.

## Vida
Manet era o meio dos três filhos de Auguste Manet, funcionário do Ministério da Justiça francês. Ele nasceu em Paris, 22 meses depois de seu irmão mais velho Édouard em janeiro de 1832 e 16 meses antes de seu irmão mais novo Gustave em março de 1835. Ele recebeu o nome de sua mãe Eugénie-Désirée (nascida Fournier). Os irmãos Édouard e Eugène tiveram aulas de piano com Suzanne Leenhoff a partir de 1849; ela acabou se casando com Édouard em 1863.
Eugéne serviu no exército francês e depois estudou direito, mas não seguiu o pai na carreira jurídica. Ele viajou para a Itália com Édouard em 1853 para estudar as pinturas dos Velhos Mestres em Florença, Veneza e Roma.
Berthe Morisot desenvolveu um relacionamento próximo com Édouard Manet a partir de 1868, mas Édouard permaneceu casado com sua esposa Suzanne e, em vez disso, Berthe se casou com o irmão de Édouard, Eugène, em Passy em 22 de dezembro de 1874 (às vezes descrito como um casamento de conveniência). O presente de casamento de Edgar Degas foi um retrato de Eugène Manet. Manet e Morisot tiveram uma filha, Julie Manet, nascida em 14 de novembro de 1878.
Manet foi retratado por seu irmão em suas pinturas Music in the Tuileries (1862), e provavelmente foi um modelo para a figura masculina certa em Le Déjeuner sur l'herbe (1863), que foi identificado como Eugène ou seu jovem de cabelos escuros irmão Gustave Manet, e pode ser uma combinação dos dois. Eugène também pode ser o chiffonnier (traposeiro) à direita na pintura de seu irmão, Philosophers, de 1865, e foi retratado com a esposa de Édouard, Suzanne, em On the Beach (1873). Ele também foi pintado várias vezes por sua esposa.
Como seu irmão Édouard, Eugène tinha simpatias políticas republicanas. Ele publicou um romance semiautobiográfico, "Victimes!", em 1889. Ele sofreu de problemas de saúde a partir de 1891 e morreu em Paris no ano seguinte. Ele deixou sua esposa e filha; A própria Morisot morreu em 1895. Seu irmão mais velho, Édouard, morreu em 1883 e seu irmão mais novo, Gustave, em 1884.

## Galeria

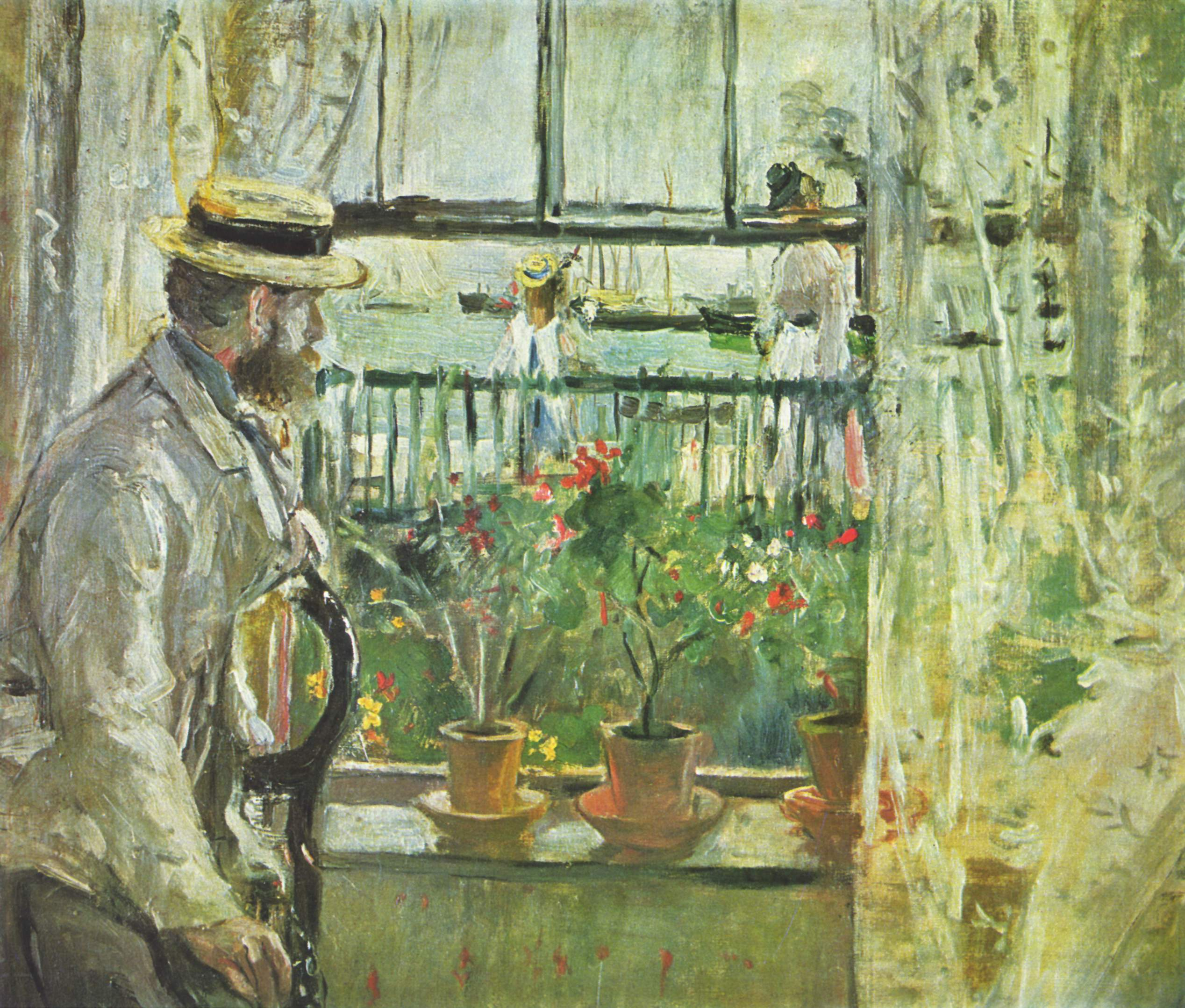
Berthe Morisot, Eugène Manet na Ilha de Wight, 1875, Musée Marmottan Monet
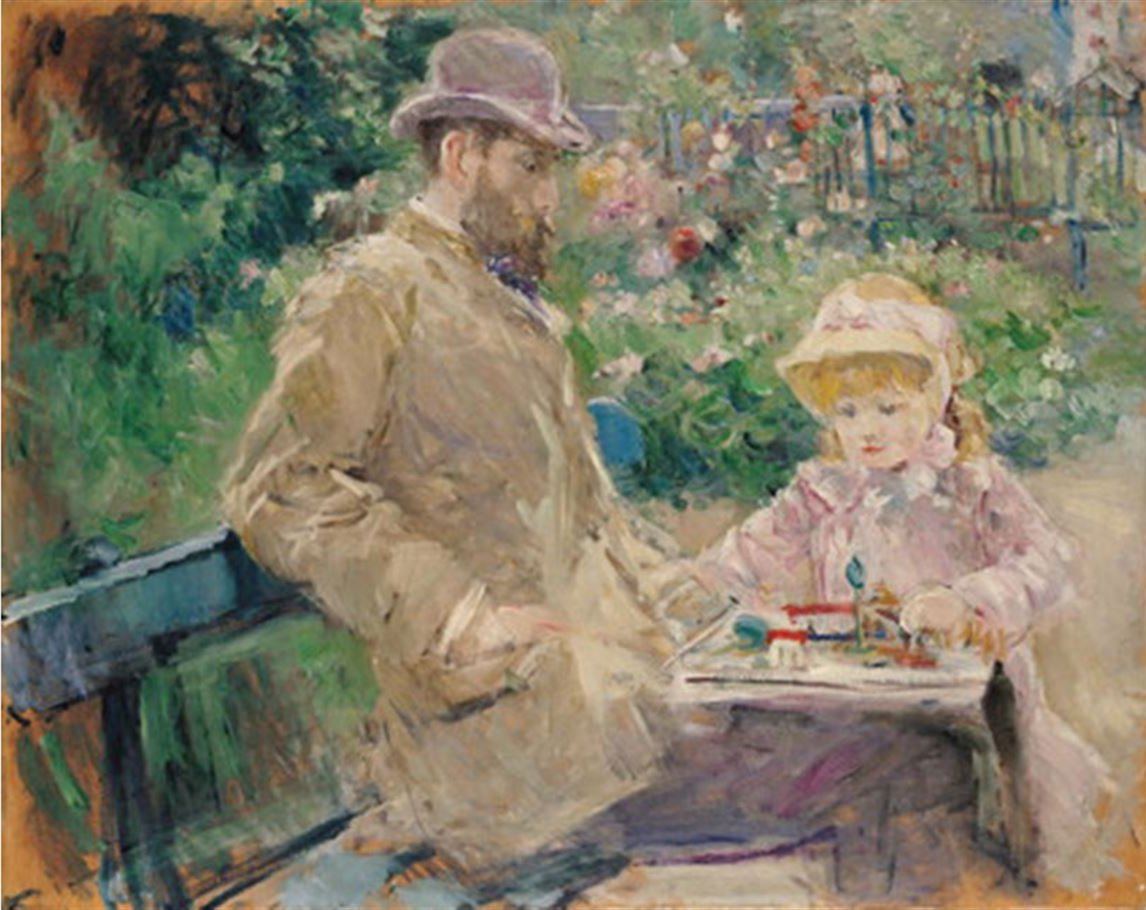
Berthe Morisot, Eugène Manet e sua filha em Bougival, 1881
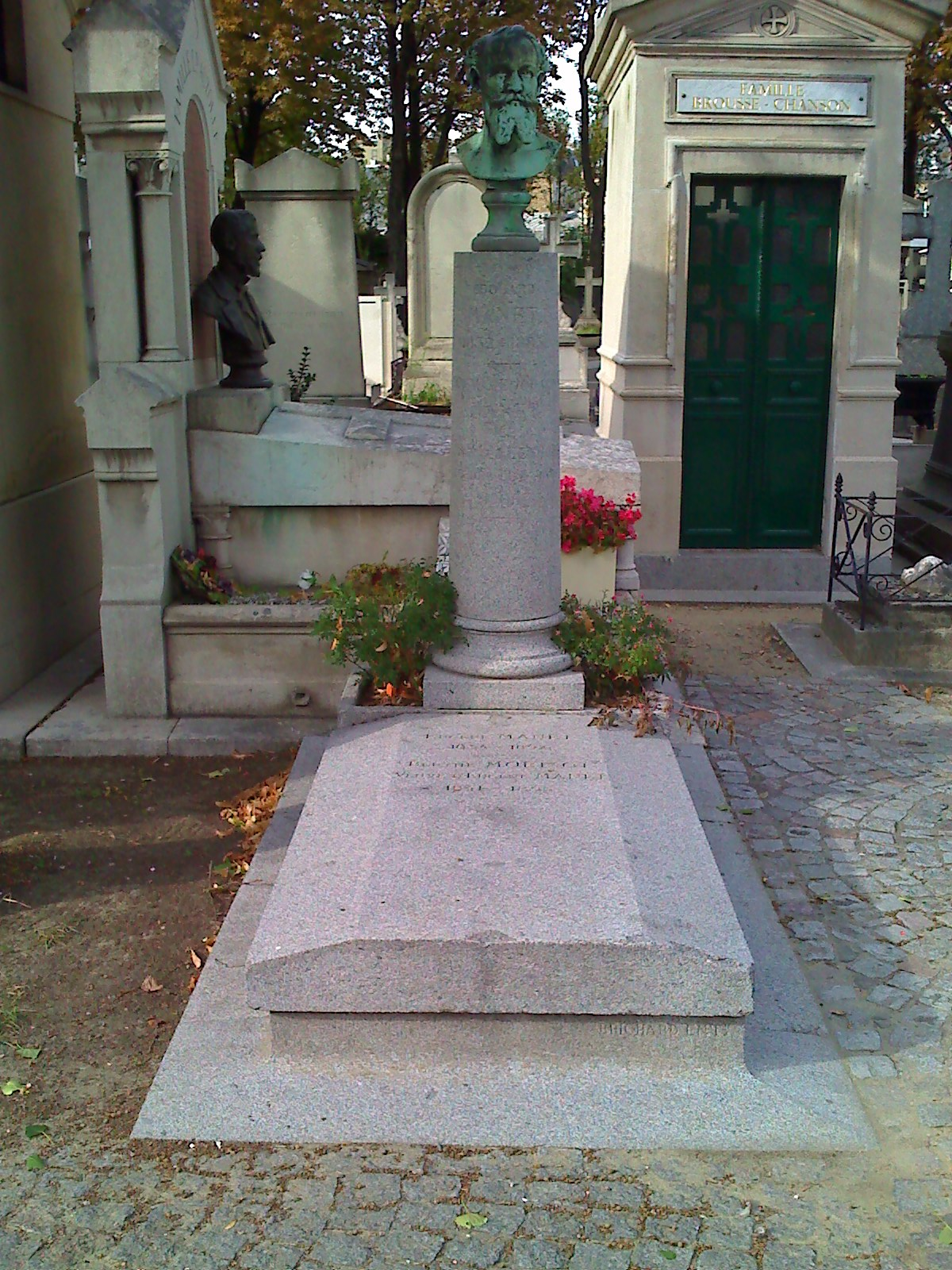
Túmulo de Eugène Manet e Berthe Morisot e busto de Édouard Manet no cemitério de Passy
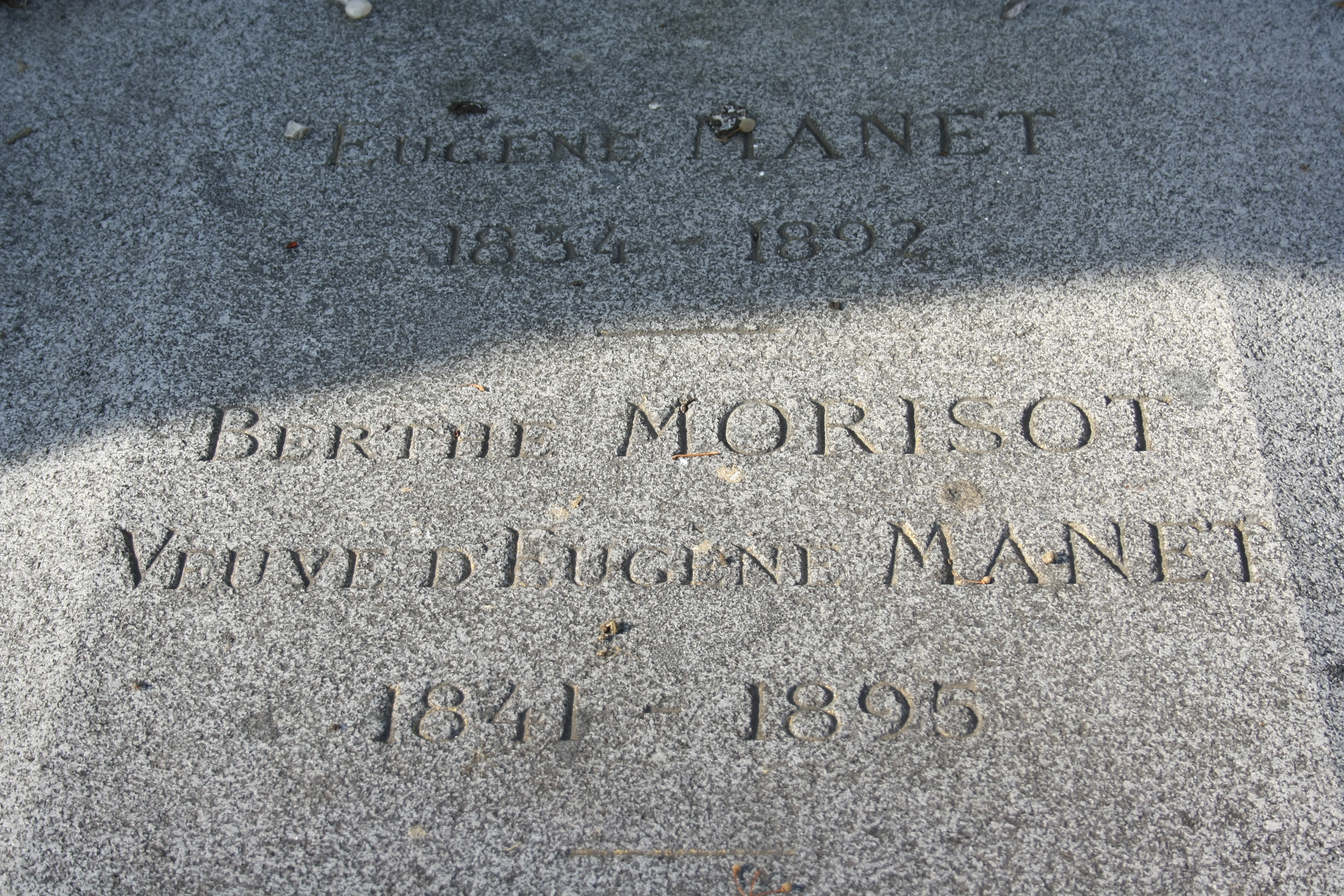
Detalhes da lápide